# Neovulturnus sordidus
Neovulturnus sordidus är en insektsart som beskrevs av Evans 1937. Neovulturnus sordidus ingår i släktet Neovulturnus och familjen dvärgstritar. Inga underarter finns listade i Catalogue of Life.